# La Seine no Hoshi
La Seine no Hoshi (яп. ラ・セーヌの星 Ра Сэну но Хоси, Звезда Сены) — японский аниме-сериал, выпущенный студией Sunrise. Транслировался по телеканалу Fuji TV с 4 апреля по 26 декабря 1975 года. Всего выпущено 39 серий аниме. Сериал был создан по мотивам французского фильма Алена Делона — La Tulipe noire, который в свою очередь создан по мотивам романа Чёрный тюльпан. Сериал был дублирован на французском, итальянском, немецком и корейском языках.

## Сюжет
Симон Лорене — молодая 15-летняя девушка и дочь двух флористов в Париже, знакомится с графом Конте де Ваудреуилем, который симпатизирует девушке и решает взять её учиться фехтованию, подвергая сложным тренировкам. Так за короткое время девушка становится профессиональным фехтовальщиком. На самом деле граф знает о ней очень важный секрет — девушка была когда-то удочерена, и является дочерью известной первой певицы и французского короля.
Девушка вскоре оказывается сиротой, чьи приёмные родители стали очередной жертвой жесткости коррумпированных дворян. Она попадает во дворец, чтобы быть воспитанной как дворянка и лучше защищаться от интриг знати. Так девушка попадает в школу при монастыре, где обучают благородных девиц.
Графа де Ваудреуиля, однако, незаконно заключают в тюрьму, и Симон вместе со старшим приёмным братом графа — Робертом де Ваудреуилем, известным, как «Черный Тюльпан», надевают маскарадные маски и, образовав команду, ведут борьбу против преступников и социальной несправедливости, царившей во французском обществе того времени. Так, Симон через несколько лет становится живой легендой и находит широкое признание со стороны бедных, но одновременно и должна всё более тщательно скрывать свою личность, чтобы дворяне не узнали, кто она такая. Однако Роберта незаконно обвиняют в заговоре с целью убийства короля, вынуждая его немедленно бежать из Парижа.
Проходят годы, и политический климат во Франции становится всё более и более тяжёлым для знати, однако коррупция и жестокость знати продолжает процветать. Так всё заканчивается французской революцией.

## Роли озвучивали
- Тэруми Футацуги — Симон
- Экэн Минэ — Риён
- Дзёдзи Янами — До Мораль
- Кэй Томияма — Миллан
- Кэйсукэ Ямасита — Анри
- Киёси Кобаяси — Капитан Дзараль
- Масако Нодзава — Дантон
- Тайтиро Хирокава — Роберт
- Кэнъити Огата — Хоссейн